# Piet de Wolf
Piet de Wolf (Rotterdam, 18 december 1921 – aldaar, 14 november 2013) was een Nederlands voetbaltrainer.
De Wolf kwam als doelman acht seizoenen, onderbroken door de Tweede Wereldoorlog, uit voor Spartaan '20. Hij begon zijn trainersloopbaan bij de amateurs van DCL waarmee hij in 1952 direct kampioen werd. Dat jaar behaalde hij zijn trainerslicentie van de KNVB en trad als assistent in dienst bij Feijenoord. In het seizoen 1955/56 was hij veldtrainer onder manager Richard Dombi. In het seizoen 1956/57 trainde hij SC Emma en keerde daarna terug bij Feijenoord waar hij ook de amateurselectie, het tweede team en in de jeugd trainde. In februari 1959 werd hij ad interim hoofdtrainer als vervanger van Jaap van der Leck.
In 1960 werd De Wolf trainer van profclub Alkmaar '54. Per 1 januari 1962 trad hij in dienst van de KNVB waar hij het Nederlands amateurvoetbalelftal coachte. In 1964 liep zijn dienstverband af, al bleef hij wel actief bij de opleiding voor trainers voor de bond. De Wolf was sinds 1959 tot begin jaren 80 hoofdredacteur van het bondsblad De Oefenmeester en gaf meerdere boeken uit over trainingsmethoden. Hij ging de nieuwbakken profclub FC Zaanstreek trainen waar hij begin 1965 ontslag nam uit onvrede met de bemoeienis van geldschieter Klaas Molenaar die zijn broer Cees geregeld liet spelen. Na een seizoen bij HVV Tubantia begon De Wolf in 1966 met het trainen van SC Cambuur waar hij in mei 1968 ontslag nam. Vervolgens trainde hij twee seizoenen Fortuna Vlaardingen. Hij keerde hierna terug in het amateurvoetbal en trainde nog HION, PPSC, RIOS, Spartaan '20 en GSV. In het seizoen 1988/89 werkte hij nog als co-trainer in dienst van SVV naast Jan van der Velden die niet over de juiste licentie beschikte.
Hij overleed in 2013 op 91-jarige leeftijd.
- International Standard Name Identifier: 0000 0000 2036 7847
- Library of Congress Control Number: n80119297
- Nederlandse Thesaurus van Auteursnamen: 074755153
- Virtual International Authority File: 40503771
- WorldCat: E39PBJwtrqvJYdrQ4jRv7xGyh3